# Doné Runhó
Maria Valentina dos Anjos Costa - Doné Runhó ou Mãe Ruinhó - (Salvador, 1877 - 27 de dezembro de 1975) - Doné do Terreiro do Bogum, iniciada para o vodum Sobô. Passou para o grau de sacerdotisa aos 21 anos de idade, e assumiu a direção do terreiro após a morte da Doné Romana de Possú em 1925, porém, há alguns membros antigos do Terreiro do Bogum que discordam que Romaninha de Possu tenha dirigido o templo, onde a Doné Runhó permaneceu na direção por 50 anos. Foi sucedida por Mãe Gamo, Evangelista dos Anjos Costa de 64 anos (nasceu em 27 de dezembro de 1911) que era sua filha e deré do terreiro, mãe-pequena da casa, iniciada para o vodum Loco por Emiliana de Agué.
O enterro de Mãe Runhó foi no cemitério Quintas dos Lázaros, o caixão foi transportado nos ombros de seus filhos, e durante todo o trajeto foram entoados canticos africanos, de acordo com o costume africano ao passar por encruzilhadas são dados três passos para frente e três passos para trás e são entoadas cantigas determinadas. Na noite do mesmo dia iniciou o Cirrum (Axexê) de Mãe Runhó no terreiro.
O nome da praça do Engenho Velho da Federação é uma homenagem à memória de Doné Runhó. O seu busto, localizado no meio da praça, é a única homenagem pública a uma sacerdotisa da religião de matriz africana na cidade.
Foi a última descendente direta dos africanos procedentes da República do Daomé e Ialorixá do reduto dos negros jejes da Bahia. Morreu vítima de um enfarte.